# Gissey-le-Vieil
Gissey-le-Vieil é uma comuna francesa na região administrativa da Borgonha-Franco-Condado, no departamento de Côte-d'Or. Estende-se por uma área de 8,22 km². Em 2010 a comuna tinha 113 habitantes (densidade: 13,7 hab./km²).